# Hajdúnánás
Hajdúnánás je mesto na Madžarskem, ki upravno spada pod podregijo Hajdúböszörményi Županije Hajdú-Bihar.